# Gelosia

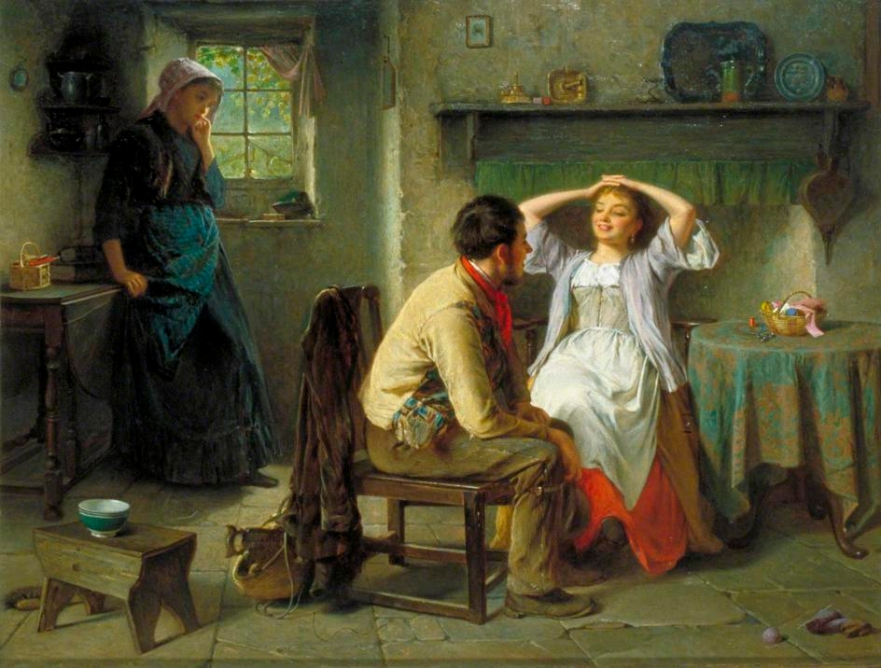
Jealousy and Flirtation, di Haynes King (1831-1904); una donna è gelosa delle attenzioni date da un uomo ad un'altra donna.

La gelosia (dal latino zelosus, aggettivo di zēlus passando per il greco ζηλoς (zelos), zelo, emulazione, brama, desiderio) è uno stato emotivo di dubbio e ansia dovuto a una relativa mancanza di beni o sicurezza, che può consistere in una o più emozioni quali rabbia, preoccupazione, tristezza e disgusto.
Assume nel tempo il significato di timore che un rivale ottenga l'attenzione, l'amore o l'affetto di qualcuno a noi caro. A volte si confonde con l'invidia.
La gelosia è una tipica esperienza nei rapporti umani, ed è stata osservata in bambini di appena cinque mesi. Alcuni ricercatori sostengono che la gelosia è presente in tutte le culture. Tuttavia, altri affermano che la gelosia è un'emozione specifica della cultura.
La gelosia può essere sospetta o reattiva, ed è spesso rafforzata come una serie di emozioni particolarmente forti e costruita come un'esperienza umana universale.

## Descrizione
(William Shakespeare, Otello)

### Cause e conseguenze
La gelosia è un sentimento di ansia, sospetto, possessività, umiliazione e incertezza dell'essere umano, causata dal timore di perdere o non ottenere l'affetto della persona amata.

### Tipi e persone coinvolte
Si distingue una gelosia infantile , ad esempio la gelosia per il nuovo fratellino , e una gelosia adulta o "sessuale". Secondo Sigmund Freud il sentimento della gelosia non è rivolto solo alla persona che si teme di perdere, ma ad una terza persona, quella verso cui si sente rivalità.
Esiste anche una gelosia che riguarda il passato sentimentale e sessuale del partner che prende il nome di gelosia retroattiva.

## Teorie
Le persone non esprimono la gelosia attraverso una singola emozione o un singolo comportamento. Esprimono invece la gelosia attraverso diverse emozioni e comportamenti, il che rende difficile formulare una definizione scientifica di gelosia. Gli scienziati invece definiscono la gelosia con parole loro, come illustrato dai seguenti esempi:
Queste definizioni di gelosia condividono due temi fondamentali. Primo, tutte le definizioni implicano una triade composta da un individuo geloso, un partner e una percezione di una terza parte o di un rivale. Secondo, tutte le definizioni descrivono la gelosia come una reazione a una minaccia percepita alla relazione tra due persone o una diade. Le reazioni gelose in genere coinvolgono emozioni e/o comportamenti avversivi che si presume siano protettivi per le loro relazioni di attaccamento. Questi temi costituiscono il significato essenziale della gelosia nella maggior parte degli studi scientifici.

### In psicologia

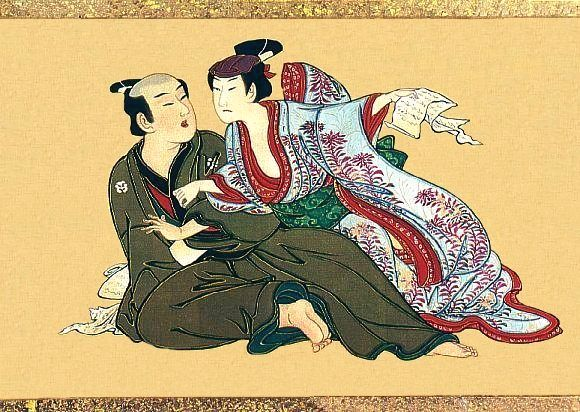
Un dipinto giapponese del 1750 mostra una giovane donna che coglie il suo amante mentre legge una lettera d'amore di una rivale.

La gelosia comporta un intero "episodio emotivo", compresa una complessa "narrazione": le circostanze che portano alla gelosia, la gelosia stessa come emozione, qualsiasi tentativo di autoregolamentazione, azioni ed eventi successivi e la risoluzione dell'episodio. La narrazione può provenire da fatti, pensieri, percezioni, ricordi, ma anche immaginazione, assunti e ipotesi. Più la società e la cultura contano nella formazione di questi fattori, più la gelosia può avere un'origine sociale e culturale. Al contrario, Goldie mostra come la gelosia possa essere uno "stato cognitivamente impenetrabile", in cui l'educazione e la credenza razionale sono molto poco importanti.
Una possibile spiegazione dell'origine della gelosia proviene dalla psicologia evoluzionista. Secondo questa prospettiva, l'emozione si è evoluta al fine di massimizzare il successo dei nostri geni: la gelosia sarebbe un'emozione basata biologicamente, selezionata per favorire la certezza sulla paternità della propria progenie. Un comportamento geloso, negli uomini, è diretto ad evitare il tradimento sessuale e un conseguente spreco di risorse e sforzi nel prendersi cura della prole di qualcun altro. Ci sono, in aggiunta, spiegazioni culturali o sociali sull'origine della gelosia. Secondo uno, la narrazione da cui deriva la gelosia può essere in gran parte prodotta dall'immaginazione. L'immaginazione è fortemente influenzata dall'ambiente culturale di una persona. Lo schema del ragionamento, il modo in cui si percepiscono le situazioni, dipende fortemente dal contesto culturale. È stato suggerito altrove che la gelosia sia in realtà un'emozione secondaria in reazione ai propri bisogni non soddisfatti, ovvero quei bisogni di attaccamento, attenzione, rassicurazione o qualsiasi altra forma di cura che altrimenti si supponeva sorgesse da quella relazione romantica primaria.
Mentre la psicologia mainstream considera l'eccitazione sessuale attraverso la gelosia una parafilia, alcuni autori sulla sessualità (Serge Kreutz, Instrumental Jealousy) hanno sostenuto che la gelosia in dimensioni gestibili può avere un effetto decisamente positivo sulla funzione sessuale e la soddisfazione sessuale. Gli studi hanno anche dimostrato che la gelosia a volte accresce la passione verso i partner e aumenta l'intensità del sesso appassionato.
La gelosia nei bambini e negli adolescenti è stata osservata più spesso in coloro che presentano bassa autostima, e può evocare reazioni aggressive. Uno di questi studi ha suggerito che lo sviluppo di amici intimi può essere seguito da insicurezza emotiva e solitudine in alcuni bambini, quando questi amici intimi interagiscono con gli altri. La ricerca di Sybil Hart, Ph.D., presso la Texas Tech University, indica che i bambini sono in grado di provare e manifestare la loro gelosia a sei mesi. I bambini hanno mostrato segni di sofferenza quando le loro madri hanno focalizzato la loro attenzione su una bambola realistica. Questa ricerca potrebbe spiegare perché i bambini mostrano angoscia quando nasce un fratello, creando le basi per la rivalità tra fratelli.

### In sociologia
Gli antropologi hanno affermato che la gelosia varia da una cultura all'altra. L'apprendimento culturale può influenzare le situazioni che scatenano la gelosia e il modo in cui viene espressa la gelosia. L'atteggiamento verso la gelosia può anche cambiare all'interno di una cultura nel tempo. Ad esempio, l'atteggiamento nei confronti della gelosia è cambiato sostanzialmente negli anni '60 e '70 negli Stati Uniti. Le persone negli Stati Uniti hanno adottato opinioni molto più negative sulla gelosia. Man mano che uomini e donne diventavano più uguali diventava meno appropriato o accettabile esprimere la propria gelosia.

## Gelosia ossessiva
La sindrome di Otello è una patologia mentale che porta a sospettare continuamente infedeltà fittizie del proprio partner.